# Il duello silenzioso
Il duello silenzioso (静かなる決闘?, Shizukanaru kettō) è un film del 1949 diretto da Akira Kurosawa.

## Trama

Una scena del film

Giappone, 1944: durante un'operazione chirurgica, il dottor Kyoji Fujisaki si procura un taglio ad un dito e viene infettato dalle spirochete di Susumu Nakada, il paziente che stava operando. Dopo aver eseguito le analisi del sangue, il medico si rende conto di aver contratto la sifilide e di non avere medicinali a sufficienza per debellare la malattia. Due anni dopo Fujisaki decide di troncare il fidanzamento durato sei anni con Misao, senza spiegarle il vero motivo della sua decisione e convincendo la donna a sposarsi con un altro uomo. Dopo essersi confidato con il padre, anche lui medico, Kyoji trova in Rui Minegishi una fedele confidente delle sue paure, rendendola partecipe del suo tragico segreto; l'infermiera incomincia ad occuparsi in prima persona delle iniezioni di Salvarsan da fare al dottore, fondamentali per non far degenerare la sifilide. Dopo qualche tempo, Fujisaki apprende sconvolto di come Nakada, che aveva avvertito dopo l'operazione dei rischi di diffusione della malattia, abbia messo incinta la moglie e l'abbia così contagiata. Rivelato anche a Nakada il suo segreto, Kyoji, combattuto tra la sua coscienza etica ed il desiderio impossibile di avere una vita normale, decide di dare retta alla sua coscienza, dedicandosi alla cura del prossimo e portando dentro di sé il fardello di una malattia che gli ha impedito di sposare la sua amata Misao.

## Produzione
Kurosawa realizza un'altra opera, dopo Non rimpiango la mia giovinezza, L'angelo ubriaco e Cane randagio, sulla realtà giapponese durante e dopo la guerra; come già era accaduto per L'angelo ubriaco, il film passò al vaglio della censura americana ed al regista venne ordinato di modificare il finale, in cui originariamente Fujisaki impazziva per il peggioramento della malattia, troppo lugubre e soprattutto poco rispettoso verso i reali malati di sifilide.
Primo film del regista a non essere finanziato dalla Toho, Il duello silenzioso fu la prima ed unica collaborazione artistica tra Kurosawa ed il prolifico compositore Akira Ifukube (autore tra l'altro delle musiche di Godzilla); i due ebbero diversi diverbi durante le riprese e decisero alla fine del film di intraprendere strade diverse.